# Arthur Hinsley
Arthur Hinsley (Selby, 25 agosto 1865 – Buntingford, 17 marzo 1943) è stato un cardinale e arcivescovo cattolico britannico.

## Biografia
Nacque a Selby il 25 agosto 1865. Fu arcivescovo di Westminster dal 1935 al 1943.
Papa Pio XI lo elevò al rango di cardinale nel concistoro del 13 dicembre 1937.
Partecipò al conclave del 1939 che elesse Pio XII.
Morì il 17 marzo 1943, all'età di 77 anni per un attacco di cuore e fu sepolto nella cattedrale di Westminster.

## Genealogia episcopale e successione apostolica
La genealogia episcopale è:
- Cardinale Scipione Rebiba
- Cardinale Giulio Antonio Santori
- Cardinale Girolamo Bernerio, O.P.
- Arcivescovo Galeazzo Sanvitale
- Cardinale Ludovico Ludovisi
- Cardinale Luigi Caetani
- Cardinale Ulderico Carpegna
- Cardinale Paluzzo Paluzzi Altieri degli Albertoni
- Papa Benedetto XIII
- Papa Benedetto XIV
- Papa Clemente XIII
- Cardinale Bernardino Giraud
- Cardinale Alessandro Mattei
- Cardinale Pietro Francesco Galleffi
- Cardinale Giacomo Filippo Fransoni
- Cardinale Carlo Sacconi
- Cardinale Edward Henry Howard
- Cardinale Mariano Rampolla del Tindaro
- Cardinale Rafael Merry del Val
- Cardinale Arthur Hinsley

La successione apostolica è:
- Arcivescovo Edgar Aristide Maranta, O.F.M.Cap. (1930)
- Vescovo Carlo Re, I.M.C. (1932)
- Vescovo William Joseph Trudel, M.Afr. (1933)
- Vescovo Ernest Louis Joye, O.F.M.Cap. (1933)
- Vescovo Gallus Steiger, O.S.B. (1934)
- Vescovo James Dey (1935)
- Vescovo John Reesinck, M.H.M. (1938)
- Arcivescovo David Mathew (1938)